# Lasaeola
Lasaeola is een geslacht van spinnen uit de  familie van de Theridiidae (kogelspinnen).

## Soorten
- Lasaeola atopa (Chamberlin, 1949)
- Lasaeola bequaerti (Chickering, 1948)
- Lasaeola donaldi (Chickering, 1943)
- Lasaeola oceanica Simon, 1883
- Lasaeola okinawana (Yoshida & Ono, 2000)
- Lasaeola prona (Menge, 1868)
- Lasaeola spinithorax (Keyserling, 1886)
- Lasaeola superba (Chickering, 1948)
- Lasaeola testaceomarginata Simon, 1881
- Lasaeola tristis (Hahn, 1833) (Zwarte galgspin)
  - Lasaeola tristis hissariensis (Charitonov, 1951)
- Lasaeola yona (Yoshida & Ono, 2000)
- Lasaeola yoshidai (Ono, 1991)